# Miracle Sala i Farré
Miracle Sala i Farré (Santa Maria d'Oló, Moianès, 7 de desembre de 1967) és una escriptora catalana i professora de llengües i cultura clàssica. Viu a Girona, on exerceix de professora.
Va estudiar Filologia Clàssica a la Universitat Autònoma de Barcelona (1985-90), i els màsters de Literatures Europees a la Universitat de Bristol (2009-2010), al Regne Unit, i Ensenyament de català i castellà com a segones llengües a la Universitat de Girona (2013-2015).
El 2017, va ser guardonada amb el Premi de Narrativa Món Rural, concedit per la Fundació del Món Rural, amb el seu primer llibre, el recull de contes La força de les paraules. El 2018, va publicar el poemari La mort és molt bèstia, un bestiari que consta de 101 epitafis animals, il·lustrat per Maria Rosa Sala Farré i Fina Sala Oliveras, amb pròleg de Mònica Miró Vinaixa. El 2019 entra a formar part del col·lectiu literari Lola Palau, de la Catalunya Central, amb qui participa en una col·laboració quinzenal al diari Regió7 i en el volum de relats Dies de roses i vi. El 2021 va publicar Piscolabis, un aplec de microrelats prologat per Llorenç Capdevila i Roure.
És autora de l'única agenda literària en català, que apareix anualment des del 2019.

## Publicacions
- 2017 - La força de les paraules (Cossetània). Premi Món Rural 2017.[6] ISBN 978-84-9034-646-4
- 2018 - La mort és molt bèstia (Tushita) ISBN 978-84-947259-6-8
- 2021 - Piscolabis (L'Albí) ISBN 978-84-123030-7-0